# William Foy
William Foy fue un pastor afro-estadounidense de la Iglesia bautista de la Libre Voluntad. Nació en el año 1818 y falleció en el 1893. 
En 1842, estando a punto de ordenarse como ministro, tuvo dos visiones. Comenzó entonces a relatarlas por el área de Nueva Inglaterra, tomando contacto con los grupos seguidores de William Miller.
Su publicación de las visiones, en el año 1845, las cuales registró como propiedad literaria pudo haber sido punto de partida para la obra de Elena White. Al rechazar Foy el llamado divino para el ministerio profético de los últimos días Elena White fue elegida para desempeñarlo. En un culto en el que ambos estuvieron presentes, Foy confirmó lo que White narraba, asegurando que él había tenido la misma visión del cielo, según el historiador adventista J.N. Loughborough en su libro The Great Second Advent Movement (El gran movimiento del segundo advenimiento)
El historiador adventista J. N. Loughborough asegura que, poco después de 1845, Foy enfermó y murió, pasando por lo tanto el bastón de relevo profético a Ellen White, que tomó para sí el llamado de Foy como profeta adventista. Históricamente hablando no existe evidencia para tal aseveración. No hay ninguna indicación de que Foy jamás se retractara ni abandonara su llamado, según http://en.wikipedia.org/wiki/Prophecy_in_the_Seventh-day_Adventist_Church
En realidad, Foy permaneció en el ministerio cristiano, pastoreando varias Iglesias Bautistas de la Libre Voluntad a través del estado de Maine, y testificando en favor del Señor hasta su muerte 48 años más tarde, en 1893. 
A continuación un extracto de sus visiones:
	The Christian Experience of William E. Foy (1845)
Entonces contemplé incontables millones de seres resplandecientes que traían tarjetas en las manos. Estos seres resplandecientes eran nuestros guías. Las tarjetas que ellos llevaban brillaban más que el sol; y nos las pusieron en nuestras manos, pero no pude leer el nombre en ellas. (pp. 10, 11).
Había incontables millones de ángeles resplandecientes, cuyas alas eran como el oro puro, y cantaban en voz alta, mientras sus alas exclamaban, santo. (p. 18).
Detrás del ángel contemplé incontables millones de brillantes carruajes. Cada carruaje tenía cuatro alas como de fuego ardiente, y un ángel seguía tras el carruaje, y las alas del carruaje y las alas del ángel exclamaban a una voz, diciendo: "santo". (p. 18).
Luego contemplé, en medio de este lugar ilimitado, un árbol, cuyo tronco era como vidrio transparente, y las ramas eran como oro transparente, que se extendían sobre todo este lugar ilimitado ... el fruto parecía racimos de uvas en imágenes de oro puro. (pp. 14, 15). 
Con voz encantadora, el guía me habló y me dijo: "Los que comen del fruto de este árbol ya no regresan más a la tierra". (p. 15). 
Contra su pecho y a través de su mano izquierda había como una trompeta de plata pura ...(p. 18). 
Luego vi en medio del lugar a una innumerable multitud, dispuesta ropas blancas, de pie en un cuadrado perfecto, teniendo sobre sus cabezas coronas de gloria imperecedera. (p. 19). 
Delante de la puerta estaba de pie un ángel alto y fuerte cubierto con una vestidura pura y blanca; sus ojos eran como fuego ardiente, y llevaba sobre su cabeza una corona que iluminaba esta llanura ilimitada. El ángel levantó su mano derecha, asió la puerta y la abrió; y al girar la puerta sobre sus relucientes goznes, el ángel exclamó en alta voz a la hueste celestial: "¡Todos sois bienvenidos!" Entonces los ángeles guardianes en medio de los santos tocaron un cántico de triunfo, y los santos, tanto grandes como pequeños, cantaron en alta voz y pasaron de la puerta adentro... (p. 10).